# Associazione Calcio Reggiana 1923-1924
Questa pagina raccoglie le informazioni riguardanti l'Associazione Calcio Reggiana nelle competizioni ufficiali della stagione 1923-1924.

## Stagione
Arrivano, sotto la presidenza del conte Vittorino Palazzi, giocatori importanti quali Sereno (dalla Juventus), Bezzecchi (dal Carpi), Rasia e Michelini.
La Reggiana vince il girone e nelle finali a una gara dal termine è staccata di due punti dall'Olympia di Fiume che verrà però sconfitta nello scontro diretto del Mirabello grazie ad un gol del terzino Vacondio negli ultimi minuti.
Nello spareggio di Padova la Reggiana prevale per 2 a 0 (reti di Romano e Rasia) ed è promossa per la prima volta in Prima Divisione. A Reggio i giocatori vengono accolti in stazione per far festa che si protrae fino a notte fonda.

## Divise
| Maglia granata e calzoncini bianchi |

## Rosa
| N. |                   | Ruolo | Calciatore          |
| -- | ----------------- | ----- | ------------------- |
|    | Italia (bandiera) | P     | Ettore Agazzani     |
|    | Italia (bandiera) | D     | Egidio Anceschi     |
|    | Italia (bandiera) | C     | Giannetto Bezzecchi |
|    | Italia (bandiera) | C     | Enrico Bottazzi     |
|    | Italia (bandiera) | A     | Aldo Cagnoli        |
|    | Italia (bandiera) | C     | Vincenzo Carano     |
|    | Italia (bandiera) | C     | Giovanni Corradini  |
|    | Italia (bandiera) | A     | Giulio Ferrari      |

| N. |                   | Ruolo | Calciatore              |
| -- | ----------------- | ----- | ----------------------- |
|    | Italia (bandiera) | A     | Domenico Gariglio       |
|    | Italia (bandiera) | C     | Giuseppe Marchi         |
|    | Italia (bandiera) | A     | Arturo Michelini        |
|    | Italia (bandiera) | A     | Giovanni Rasia Dal Polo |
|    | Italia (bandiera) | A     | Felice Romano           |
|    | Italia (bandiera) | A     | Gaudenzio Sereno        |
|    | Italia (bandiera) | C     | Lamberto Terenziani     |
|    | Italia (bandiera) | D     | Carlo Vacondio          |

## Statistiche

### Statistiche di squadra
| Competizione                      | Punti | In casa | In casa | In casa | In casa | In casa | In casa | In trasferta | In trasferta | In trasferta | In trasferta | In trasferta | In trasferta | Totale | Totale | Totale | Totale | Totale | Totale | DR  |
| Competizione                      | Punti | G       | V       | N       | P       | Gf      | Gs      | G            | V            | N            | P            | Gf           | Gs           | G      | V      | N      | P      | Gf     | Gs     | DR  |
| --------------------------------- | ----- | ------- | ------- | ------- | ------- | ------- | ------- | ------------ | ------------ | ------------ | ------------ | ------------ | ------------ | ------ | ------ | ------ | ------ | ------ | ------ | --- |
| Seconda Divisione - girone F      | 22    | 7       | 6       | 1       | 0       | 25      | 3       | 7            | 3            | 3            | 1            | 8            | 6            | 14     | 9      | 4      | 1      | 33     | 9      | +24 |
| Seconda Divisione - girone finale | 11    | 5       | 3       | 2       | 0       | 11      | 3       | 5            | 1            | 1            | 3            | 5            | 9            | 10     | 4      | 3      | 3      | 16     | 12     | +4  |

### Statistiche dei giocatori
| Giocatore         | Seconda Divisione | Seconda Divisione | Spareggio | Spareggio | Totale   | Totale |
| Giocatore         | Presenze          | Reti              | Presenze  | Reti      | Presenze | Reti   |
| ----------------- | ----------------- | ----------------- | --------- | --------- | -------- | ------ |
| E. Agazzani       | 25                | -21               | 1         | 0         | 26       | -21    |
| E. Anceschi       | 14                | 0                 | -         | -         | 14       | 0      |
| G. Bezzecchi      | 23                | 1                 | 1         | 0         | 24       | 1      |
| E. Bottazzi       | 22                | 1                 | 1         | 0         | 23       | 1      |
| A. Cagnoli        | 14                | 5                 | -         | -         | 14       | 5      |
| V. Carano         | 2                 | 0                 | -         | -         | 2        | 0      |
| G. Corradini      | 25                | 0                 | 1         | 0         | 26       | 0      |
| G. Ferrari        | 2                 | 0                 | -         | -         | 2        | 0      |
| D. Gariglio       | 10                | 2                 | 1         | 0         | 11       | 2      |
| G. Marchi         | 25                | 1                 | 1         | 0         | 26       | 1      |
| A. Michelini      | 25                | 13                | 1         | 0         | 26       | 13     |
| G. Rasia Dal Polo | 24                | 3                 | 1         | 1         | 25       | 4      |
| F. Romano         | 25                | 10                | 1         | 1         | 26       | 11     |
| G. Sereno         | 25                | 9                 | 1         | 0         | 26       | 9      |
| L. Terenziani     | 1                 | 0                 | -         | -         | 1        | 0      |
| C. Vacondio       | 11                | 1                 | 1         | 0         | 12       | 1      |